# Ülkü Akbaba
Ülkü Akbaba (anhörenⓘ; * 9. März 1958 in Istanbul) ist eine türkisch-österreichische Schauspielerin, Dramaturgin, Regisseurin, Film- und Theaterautorin. Auch engagiert sie sich als Integrationsexpertin in der österreichischen Migrationspolitik.

## Leben
Bereits als Kind trat Akbaba ab Mitte der 1960er Jahre in einer Reihe türkischer Spielfilme auf, zuletzt in Kizim ve ben (dt.: Meine Tochter und ich, 1969).
Bis 1980 spielte sie in der Türkei Theater. Sie hatte unter anderem verschiedene Engagements in Istanbul, wo sie auch erste Regieassistenzen übernahm. Ab 1980 begann sie dann in der Wiener freien Theaterszene zu wirken. Sie studierte dort am Konservatorium Schauspiel und Regie und schloss als Magistra der Theater- und Filmwissenschaft ab.
Anfang der 1990er Jahre wurde sie künstlerische Leiterin des Theaters IODO, wo sie auch eigene Stücke wie Das Meer und die Frauen (1990) und Die Trommel (1992) auf die Bühne brachte. Später verlegte sie ihre Arbeitsschwerpunkte auf kulturelle Projekte in den Bereichen Film, Literatur und Wissenschaft. So organisierte sie 1998 für IODO – Kunst und Kultur das Filmfestival Neue Filme aus der Türkei, veranstaltete Lesefeste und drehte Dokumentarfilme.

## Filmografie
als Darstellerin:
- 1974: Kartal yuvası
- 1970: Avare
- 1969: Kızım ve ben (dt.: Meine Tochter und ich)
- 1968: Agora meyhanesi
- 1966: Eli maşalı
- 1966: Oduncunun çocukları
- 1965: Hiçkirik

als Regisseurin (Dokumentarfilme):
- 1987: Und der Himmel war grau
- 1998: Different Voices
- 2003: Kaffee – der Weg vom Orient in den Okzident[1]
- 2008: Grenzgängerinnen[2]